# اتل برتون
اتل ماری برتون پالمر (انگلیسی: Ethel Marie Burton Palmer؛ ‏ ۱ ژانویهٔ ۱۸۹۷ – مه ۱۹۸۵) بازیگر اهل ایالات متحده آمریکا بود.
از فیلم‌هایی که وی در آن‌ها نقش داشته است، می‌توان به صاف و صادق، همبازی‌ها، قلب‌های شکسته، خروجی اینجاست، خدمتکار آسایشگاه، تعمیرکار، امور مالی آشفته، میلیونر، آشفتگی در قلب‌های عاشق، پیام‌رسان، درهم‌ریخته و ترمیم‌شده، مرغان، شکارچیان نیمه‌شب، هارمونی سرکوب‌شده، استخدام و اخراج، پشت‌صحنه، دیوانگان خمیر، قهرمان، خشک‌شویی، دختر دیگر، شهریاران سرعت، عاشق‌پیشه‌ها، دانشمند، پلک زد و برنده شد، چاق و بی‌وفا، استخدام آزمایشی، رقیب کوپیدو، روز مرخصی او، سرکش و عشق، فلفل و شیرینی اشاره نمود.